# La Vivandière (ballet)
Pour les articles homonymes, voir La Vivandière.

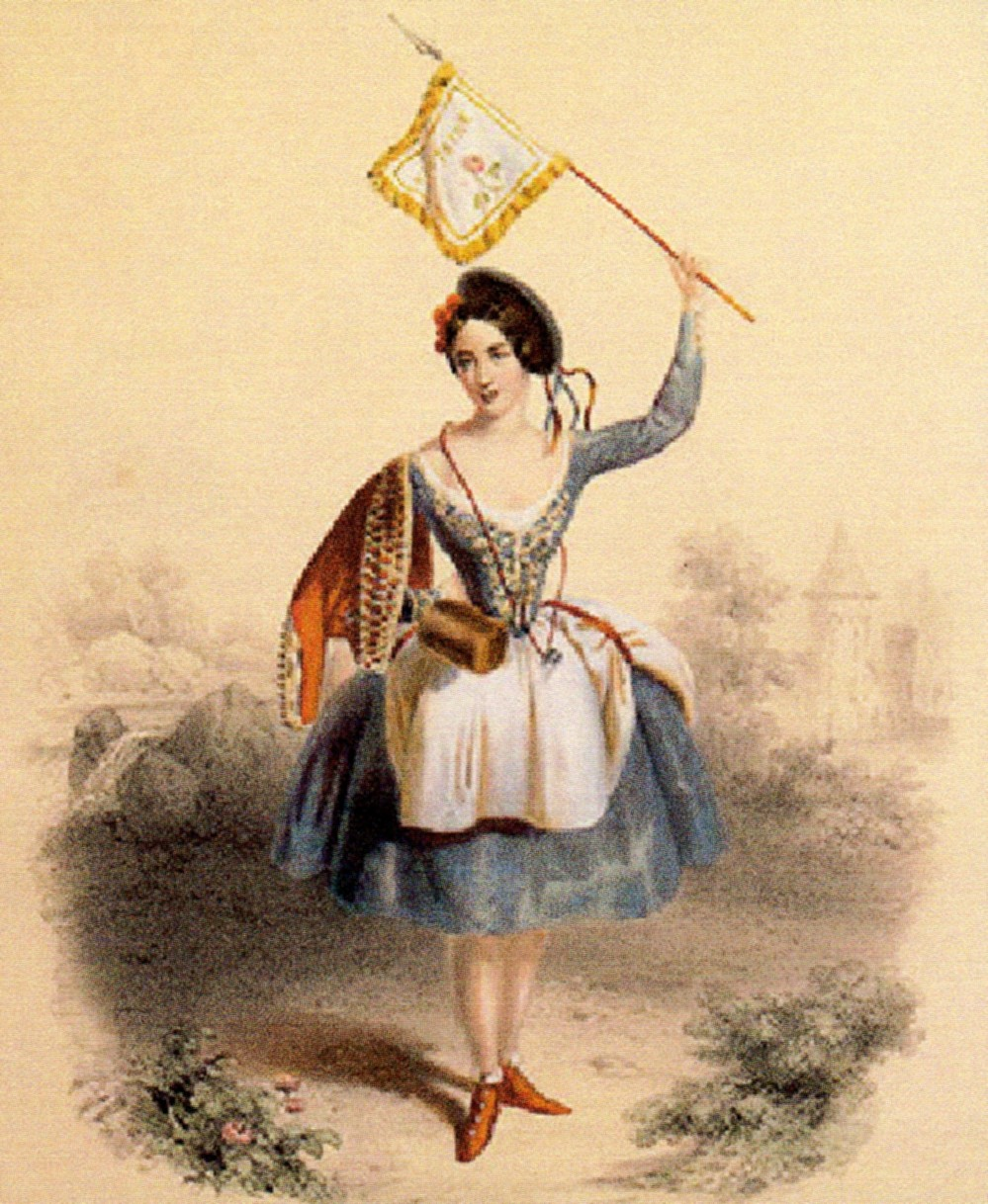
Fanny Cerrito dans le rôle de Kathi, La Vivandière de Saint-Léon/Cerrito/Pugni, Londres, 1844

La Vivandière (ou Markitenka en Russie) est un ballet en un acte d'Arthur Saint-Léon et Fanny Cerrito, musique de Cesare Pugni, créé à Londres, au Her Majesty's Theatre, le 23 mai 1844.
Les premiers danseurs étaient Fanny Cerrito (Kathi, la vivandière) et Arthur Saint-Léon (Hans).

## Argument
Dans un village de Hongrie, Kathi la vivandière est amoureuse d'Hans, le fils d'un aubergiste ; mais le maire du village a aussi des vues sur Kathi et tente d'empêcher les jeunes gens de se retrouver.

## Reprises
- Saint-Léon pour le Ballet du Her Majesty's Theatre - 1845, 1846, et 1848. Saint-Léon pour l'opéra royal de Berlin en 1846 et 1847 sous le titre Marketenderin und Postillione.
- Jules Perrot pour le Ballet impérial sous le titre Markitenka, première le 13/25 décembre (calendrier julien/calendrier grégorien) 1855 au Théâtre Bolchoï Kamenny, à Saint-Pétersbourg. Premiers danseurs : Maria Petipa (Kathi, la vivandière), et Jules Perrot (Hans).
- Marius Petipa pour le Ballet impérial, première le 8/20 octobre 1881 au Théâtre Mariinsky de Saint-Pétersbourg avec Ekaterina Vazem (Kathi), Pavel Gerdt (Hans) et Lev Ivanov[1].

## Pas de six
- Le Pas de six de la version originale de ce ballet de Saint-Léon a été noté selon sa propre méthode de notation du mouvement, la « sténochorégraphie », à titre d'exemple dans un manuel publié à Paris en 1848. En 1975 ce Pas de six fut reconstitué, sur la musique originale de Pugni, par Ann Hutchinson (spécialiste en notation du mouvement) et Pierre Lacotte pour le Joffrey Ballet. En 1978 Lacotte a remonté la pièce pour le Ballet du Kirov-Mariinsky (l'ancien Ballet impérial), qui l'a toujours à son répertoire. Le Pas de six a depuis été mis en scène par nombre de compagnies de ballet à travers le monde. Il est aussi connu comme Pas de six de la Vivandière, ou Pas de six de Markitenka (en Russie).

## Source
- (en) Cet article est partiellement ou en totalité issu de l’article de Wikipédia en anglais intitulé « La Vivandière or Markitenka » (voir la liste des auteurs).